# Joelia Samojlova
Joelia Olegovna Samojlova (Russisch: Юлия Олеговна Самойлова; Oechta, 7 april 1989) is een Russisch zangeres.

## Biografie
Samojlova raakte in haar kindertijd geleidelijk aan verlamd in haar benen en gebruikt sindsdien een rolstoel. In 2013 raakte ze bekend in eigen land door als tweede te eindigen in de Russische versie van X Factor. Begin 2017 werd ze door de Russische openbare omroep intern geselecteerd om haar land te vertegenwoordigen op het Eurovisiesongfestival 2017 met het nummer Flame is burning, dat gehouden zal worden in de Oekraïense hoofdstad Kiev. Haar deelname was meteen controversieel, omdat ze een concert had gegeven op de Krim, een Oekraïens schiereiland dat in 2014 geannexeerd werd door Rusland. De relatie tussen beide landen raakte onder meer daardoor verstoord. De Oekraïense regering besloot hierop om Samojlova de toegang tot het land voor drie jaar te ontzeggen. Volgens de Oekraïense wet is het verboden om via Russisch grondgebied de Krim te betreden, maar dit heeft Samojlova in 2015 wel gedaan. Hierdoor kon Samojlova niet voor Rusland aantreden op het festival. Rusland besloot daarop niet deel te nemen aan het festival. De Russische omroep maakte hierbij wel direct bekend dat Samojlova in 2018 zou mogen aantreden op het festival, ongeacht welk land het festival zou organiseren. In januari 2018 werd effectief bevestigd dat Samojlova Rusland zal vertegenwoordigen op het Eurovisiesongfestival 2018, dat gehouden wordt in de Portugese hoofdstad Lissabon. Hier wist zij zich echter met het nummer I won't break niet te plaatsen voor de finale. Het was voor het eerst dat een Russische artiest niet kon doorstoten naar de finale van het Songfestival.
1994: Joeddiph · 
1995: Filipp Kirkorov · 
1997: Alla Poegatsjova · 
2000: Alsou · 
2001: Moemi Troll · 
2002: Premjer Ministr · 
2003: t.A.T.u. · 
2004: Joelia Savitsjeva · 
2005: Natalja Podolskaja · 
2006: Dima Bilan · 
2007: Serebro · 
2008: Dima Bilan · 
2009: Anastasija Prychodko · 
2010: Pjotr Nalitsj · 
2011: Aleksej Vorobjov · 
2012: Boeranovskije Baboesjki · 
2013: Dina Garipova · 
2014: The Tolmachevy Twins · 
2015: Polina Gagarina · 
2016: Sergej Lazarev · 
2018: Joelia Samojlova · 
2019: Sergej Lazarev · 
2021: Manizja
- Gemeinsame Normdatei: 114180123X
- MusicBrainz: ec76e287-d6f6-4b09-964f-53d79a5df305
- Virtual International Authority File: 7585150869811922190005